# 民法 (中華民國)
《民法》為規範私人間權利義務關係為內容的「實體法」。

## 歷史與修訂狀況
清朝末年，政府决定颁布新民律，1907年开始起草。同年，谕旨要求修订法律馆参考各国成法，体察中国礼教民情，妥慎修订新律。
因政局动荡，修订法律馆在1910年年底匆忙完成《大清民律草案》的条文。《民律草案》分为总则、债权、物权、亲属、继承五编，前三编主要取德、日民法典，后两编甄采中国礼制。但因清政府覆亡，《民律草案》未被采纳。北洋政府修订法律馆对《大清民律草案》进行修改，1926年形成民国《民律草案》，但也没有正式颁布。
國民政府1928年形式上统一中国后，开始制定民法典。民法起草委員會於1928年成立，成員均為法學者，包括傅秉常、焦易堂、史尚寬、林彬、鄭毓秀（後由王用賓繼任）、何榮（擔任秘書）、胡長清（擔任編集執行長）等人。
| 編數名稱   | 制定公布日期   | 制定與公布後 實施日期 | 最新修訂 公布日期 | 最新修訂 實施日期              | 連結 |
| ---------- | -------------- | --------------------- | ----------------- | ------------------------------ | ---- |
| 第一編總則 | 1929年5月23日  | 1929年10月10日        | 2021年1月13日     | 2023年1月1日                   |      |
| 第二編債   | 1929年11月22日 | 1930年5月5日          | 2021年1月20日     | 公布後6個月實施 2021年7月20日  |      |
| 第三編物權 | 1929年11月30日 | 1930年5月5日          | 2021年6月13日     | 公布後六個月實施 2022年1月13日 |      |
| 第四編親屬 | 1930年12月26日 | 1931年5月5日          | 2021年1月20日     | 2021年1月20日                  |      |
| 第五編繼承 | 1930年12月26日 | 1931年5月5日          | 2015年1月14日     | 2015年1月14日                  |      |

民法頒布後經歷多次修訂，最近一次是於2021年1月13日修正，於同年月20日公布，2023年1月1日施行。

## 概述與立法說明

### 民事實體法
本法為實體法，直接規範私權利之各種法律要件及法律效果，而非程序法。

### 民商合一
在民商關係上，這部民法基本上採取民商合一原則，即在體例上不再特別區分民法與商事法。例如，在採民商分立原則立法例中規定於商法中之交互計算（第400條）、經理人與代辦商（第553條）、行紀（第576條）、倉庫（第613條）、運送（第622條）、承攬運送（第660條）、隱名合夥（第700條）等債之型態，均規定於民法之中。除了將傳統屬於商法領域之制度規範於民法之中，在民商合一之體系中亦特別針對公司、票據、海商及保險等商事領域之特殊制度制訂特別法。為了配合時代與工商業之需求，亦陸續制訂其他諸如銀行法、證券交易法、期貨交易法、企業併購法等法律規範相關行為。不過在民商合一之法律體系下，在分類上仍然歸屬於民事特別法。
由於社會經濟型態逐漸商業化，商事法的制定上目的，除了與傳統民法相同在保護交易安全之外，交易的效率和便捷更是商事法所欲保障的重點。因此商事法的內容多半沒有艱深的法理，許多條文的目的也只在於確定交易過程的效率，避免增加商業交易的外部成本，帶有濃厚的程序法性質，而與傳統民事法律實體法的性質大為不同，這也是民商合一的體制越來越難維持的原因之一。在法律適用趨於專業化之情況下，兩者之關係更行更遠：不但在司法考試中民法與商事法區分為不同領域之科目，在學術研究與律師專業之分類也區分民事法與商事法。

## 體系架構
本法採取歐陸法系的立法方式，共分為總則編、債編、物權編、親屬編及繼承編五編。其中，總則將一些通用規定取出彙整；債編及物權編關於財產利益關係，而被合稱為財產法；親屬編和繼承編身分利益關係，因此被稱為家族法或身分法。

### 第一編：總則編
民法總則編，包含法例、權利主體、權利客體、法律行為、行為能力、意思表示、條件與期限、代理、無效及撤銷、期日與期間、消滅時效及權利之行使等一般規範。
民法總則編原則上皆適用於民法各編。但學說一般認為，民法總則編之規定多屬財產法之規定，未必適用於身分法。因此，關於民法親屬編和繼承編的事項，即有可能因為財產行為和身分行為的差異，而不適用民法總則編規定：例如，身分行為不可代理，身分行為不得有附款。

### 第二編：債編
債編體例上亦可分為總論（通則）及各論（各種之債），債編總論在規範債權債務關係發生的一般規定，債編各論則列舉各種契約（例如：買賣、租賃、合會契約等等）。

#### 第一章：通則（債編總論）
債編總論（又稱為債總）所規範者，乃債法共通之原理原則，例如債之發生、債之標的、債之效力、多數債權人及債務人、債之移轉與債之消滅等一般性規定。尤其債之效力更涉及了雙務契約及債務不履行等重要法律制度。較為特殊的是，法定債之關係（無因管理、不當得利、侵權行為）列在債編通則之中。但這在日本民法與德國民法之體系中，將各種契約、乃至於無因管理、不當得利與侵權行為等法定之債均規定於各種之債（Besonderes Schuldrecht）之中，本法則是參考瑞士債務法之立法體系，認與契約（總論）同為債之發生的原因，將之置於債編總論的債之發生節中加以規範。

#### 第二章：各種之債（債編各論）
各種之債通稱債編各論（又稱為債各），主要是規範不同型態或不同目的之債之關係。民法共有27種典型契約（原有24種，於1999年債編修正時增定3種）。在民商合一之立法體系下，各種之債除了規範民事契約以外，同時也有不少商事契約之規定。屬於民事法性質的有買賣（第345條以下）、互易（第398條以下）、贈與（第406條以下）、租賃（第421條以下）、使用借貸（第464條以下）、消費借貸（第474條以下）、僱傭（第482條以下）、承攬（第490條以下）、旅遊（第514條之1以下）、出版（第515條以下）、委任（第528條以下）、寄託（第589條以下）、合夥（第667條以下）、合會（第709條之1以下）、指示證券（第710條以下）、無記名證券（第719條以下）、終身定期金（第729條以下）、和解（第736條以下）、保證（第739條以下）以及人事保證（第756條之1以下）。屬於商事法性質的有交互計算（第400條以下）、經理人與代辦商（第553條以下）、行紀（第576條以下）、倉庫（第613條以下）、運送（第622條以下）、承攬運送（第660條以下）、隱名合夥（第700條以下）。在民商分立之立法例中，居間通常區分為民事居間與商事居間，分別規定於民事法與商事法之中，本法則不加以區別並統一規定於民法第565條以下。
依照給付義務型態不同，亦可區分為財產權終局讓與契約（買賣、贈與）、使用權限讓與契約（租賃、借貸）、勞務契約（僱傭、承攬、委任）、風險承擔（保證）等其他類型之契約。並依給付義務是否具有對價關係區分為雙務契約（買賣）及單務契約（贈與）。

### 第三編：物權編
物權編規直接規範對物的權利，故又稱絕對權。以物權的種類分章，依次規定通則、所有權和各種定限物權（包括了用益物權、擔保物權）。最後是關於占有的規定，但占有並非一種物權，只是一種狀態而已。
由於物權屬法律靜態的狀態，因此物權法又被稱為是保護交易「靜的安全」。
目前本法規範的物權有：所有權（765條－831條）、地上權（832條－841條之6）、農育權（850條之1－841條之9）、不動產役權（851條－859條之5）、抵押權（860條－883條）、質權（884條－910條）、典權（911條－927條）、留置權（928條－939條）。

### 第四編：親屬編
親屬編主要在規範家族之間的親屬關係之發生、消滅及其效力，分為七章，分別為第一章通則、第二章婚姻，第三章父母子女（即親子法制），尚有第四章監護、第五章扶養、第六章家、及第七章親屬會議。
1. 通則（§967－§971）規範血親與姻親和親系親等計算等親屬的基本原則。
2. 婚姻法包括婚約（第一節§§972－979-2）、結婚（第二節）和婚姻之普通效力（第三節）、夫妻財產制（第四節）及離婚（第五節）。夫妻財產制主要分為法定財產制與約定財產制。通常法定財產制是以分別財產制為基本架構，加上剩餘財產分配請求權之規定。約定財產制則有分別財產制及共同財產制二類，其中共同財產制又有普通共同財產鄅及所得共同財產制二種次級類型。
3. 親子法則主要規範父母子女等各種因血緣產生的關係，以及婚生性、非婚生子女的準正和認領、收養、親權等。
4. 監護章分為未成年人之監護，成年人之監護與輔助。2019年新增成年人的意定監䕶制度。[10]
5. 扶養章獨立規範以下數種主體間的扶養義務及要件，分別是直系血親間、夫妻與同居之他方父母間、兄弟姊妹間、家長家屬間（1114），夫妻間（1116-1），但對未成年子女扶養（是否應用親權規定）、夫妻間扶養（是否應用夫妻財產制規定），學說上有所爭議，該爭議與日本所謂生活保持義務的學說有關。
6. 第六章規範「家」，即以永久永久共同生活為目的而同居之親屬團體，「家」之組成員間之權利義務等法律關係。
7. 親屬會議章原為避免國家過度干預親屬法事項而設，但因家族型態轉變，親屬會議召集困難，在立法論上多認為應廢止，惟目前尚無通盤修正，僅個別修正。例如：扶養之方法，由當事人協議定之，不能協議時由親屬會議定之（§1120），增訂但扶養費之給付，當事人不能協議時，由法院定之。

### 第五編：繼承編
規範法律主體中之自然人，於死亡（包括自然死亡及宣告死亡）時，其遺產歸屬之各種法律要件及法律效力。本編分為三章，第一章「遺產繼承人」，第二章「遺產之繼承」，第三章「遺囑」。
本法採法定繼承人制度，除配偶為當然繼承人、第一順位繼承人為直系血親卑親屬、第二順位繼承人為父母、第三順位繼承人為兄弟姊妹、第四順位之繼承人為祖父母。若無法定繼承人之情況，則屬無人承認之繼承，依法踐行法定程序後，其遺產於清償債權、交付遺贈物後，如有賸餘，歸屬國庫。
第二章關於遺產之繼承，計分為五節：第二節之節名後修法時刪除，第一至五節分別為：效力、遺產之分割、繼承之拋棄、無人承認之繼承。自2009年起採限定繼承制度，即繼承人對於被繼承人之債務，以因繼承所得之遺產為限，負清償責任。但仍保留「拋棄繼承」制度，以及萬一繼承人有重大不正行為，致影響他人之權利，須負完全繼承之債務責任。
第三章則為關於遺囑之作成及內容及效力等規定，共計六節，分別為通則、方式、效力、執行、撤回及特留分。

## 其他相關附屬法律
本法除了本文以外，另外針對各編的施行還另外訂定了以下法律：
- 民法總則施行法
- 民法債編施行法
- 民法物權編施行法
- 民法親屬編施行法
- 民法繼承編施行法
- 涉外民事法律適用法

## 特別民法
除了民法以外，亦有其他法律規範民事法律關係：
- 司法院釋字第七四八號解釋施行法
- 消費者保護法
- 金融消費者保護法
- 土地法
- 公寓大廈管理條例
- 礦業法

此外，諸如商標法、專利法及著作權法等關於智慧財產權之法律，原則上亦可視為民事法（物權之特別規定）。不過法學界中，智慧財產權之相關法律通常是由財經法領域之學者從事研究。

## 外部連結
- 中華民國民法 （页面存档备份，存于）